# Hartwährung
Hartwährung (auch harte oder starke Währung; englisch hard currency) ist eine Währung, die vollständig konvertierbar ist, als besonders stabil gilt und jederzeit am Devisenmarkt auf eine große Marktbreite trifft. Gegensatz ist die Weichwährung.

## Allgemeines
Entsprechend ist das Hartwährungsland ein Staat, dessen Währung international als Hartwährung gilt. Hartwährungsländer sind bevorzugte Anlageländer. Ihre Wirtschaftspolitik zeichnet sich durch das Bemühen um Geldwertstabilität aus. Hartwährungen sind beliebt bei Denominierungen in Verträgen oder bei Effekten. Typische Hartwährungen waren im Jahr 2015 etwa US-Dollar, Euro, Schweizer Franken oder Yen. Bis zur Einführung des Euro im Januar 1999 als Buchgeld galt international auch die Deutsche Mark als Hartwährung.

## Weichwährung
Als Weichwährung (englisch soft currency) gilt umgekehrt eine Währung, die nur beschränkt oder gar nicht konvertierbar ist, eine hohe Volatilität aufweist und auf dem Devisenmarkt auf eine deutliche Marktenge trifft. Sie unterliegt insbesondere durch hohe Inflation (Hyperinflation) und politische Unsicherheiten (etwa häufige Regierungswechsel) einem langfristigen Abwertungsrisiko. Weichwährungsländer sind vor allem Entwicklungsländer und Schwellenländer, nach 2022 auch Japan. Währungen aus Weichwährungsländern dürfen nicht in Wechselstuben umgetauscht werden.

## Wirtschaftliche Aspekte
Hartwährungen sind stets Leitwährungen, die in der Weltwirtschaft und im internationalen Zahlungsverkehr über Währungsräume hinweg in bedeutendem Umfang als Transaktions-, Denominierungs- und Reservewährung genutzt werden, obwohl eine Zahlung in der Inlandswährung möglich wäre. Besonders potenzielle Gläubiger von Weichwährungen wählen für ihre Forderungen Hartwährungen aus, weil sie ansonsten mit einem Abwertungstrend der Weichwährung und deshalb – ohne Sicherungsgeschäft – mit Kursverlusten rechnen müssen. Wird trotzdem in Weichwährungen fakturiert, sind wegen der erforderlichen Sicherungsgeschäfte höhere Transaktionskosten die Folge. Weichwährungen sind Teil des Länderrisikos und unterliegen langfristig auch einem Transferstopprisiko oder Moratoriumsrisiko. Deshalb sind die Schulden von Entwicklungsländern zu einem großen Teil in Hartwährungen denominiert. Bei Vertragsverhandlungen und in Anleihebedingungen entscheidet die Verhandlungsmacht darüber, dass eine Hartwährung ausgewählt wird.
Die überwiegende Fakturierung des Erdöls in US-Dollar (Petrodollars) verursacht Verbindlichkeiten der US-Notenbank gegenüber den OPEC-Staaten in enormem Umfang, weil diesen Dollar-Devisen zufließen, was politisch den USA nicht immer genehm ist. Diese Fakturierung geschieht, ohne dass die betroffene US-Notenbank dies beeinflussen kann. Daraus kann verallgemeinernd abgeleitet werden, dass alle Staaten mit Hart- und Leitwährungen die gewählten Denominierungen nicht beeinflussen können, diese sich aber trotzdem auf deren Devisenbilanz auswirken, sobald ein Zahlungsstrom ausgelöst wird. Denominierungen führen dazu, dass sich das Buchgeld (Devisen) durch Geldschöpfung in der ausgewählten Hartwährung erhöht, ohne dass das Hartwährungsland an der zugrunde liegenden Transaktion beteiligt ist.

## Härte einer Währung und Währungsdeckung
Ein Zusammenhang mit einer Währungsdeckung (z. B. Währungsreserven oder Goldstandard) besteht nicht. Auch gedeckte Währungen können der Inflation unterliegen (siehe Preisrevolution) und müssen nicht zwingend Hartwährungen sein. Allerdings gelten ein Wechselkursarrangement, ein Wechselkurssystem oder ein Currency Board traditionell als ein geeignetes Instrument, die Stabilität des Außenwertes einer Währung zu verbessern.
Der Euro stellt eine Hartwährung dar. Für seine Vorgängerwährungen galt dies nicht einheitlich. Während die Deutsche Mark und der österreichische Schilling nach dem Zweiten Weltkrieg als Hartwährungen galten, waren Italienische Lira oder Spanische Peseta während langer Phasen Weichwährungen, die einer Abwertung gegenüber der D-Mark unterlagen. Zu den härtesten Währungen gehören historisch betrachtet auch der Schweizer Franken und der Japanische Yen. Währungen wie der US-Dollar und der Französische Franc liegen etwa im Mittelfeld, wenn man die Zeit seit etwa 1960 betrachtet.
| Währung                    | 1 DEM = 24. Apr. 1964 | 1 DEM = 24. Apr. 2024 | Veränderung       |
| -------------------------- | --------------------- | --------------------- | ----------------- |
| Schweizer Franken          | 1,09                  | 0,50                  | −54,06 %          |
| Japanischer Yen            | 90,60                 | 84,70                 | −6,52 %           |
| Österreichischer Schilling | 6,50                  | 7,04                  | +8,19 %           |
| Niederländischer Gulden    | 0,91                  | 1,13                  | +24,04 %          |
| Belgischer Franken         | 12,53                 | 20,63                 | +64,65 %          |
| Dänische Krone             | 1,74                  | 3,81                  | +119,69 %         |
| Norwegische Krone          | 1,80                  | 5,97                  | +231,74 %         |
| Maltesische Lira           | 0,09                  | 0,22                  | +144,20 %         |
| Französischer Franc        | 1,23                  | 3,35                  | +171,96 %         |
| Kanadischer Dollar         | 0,27                  | 0,75                  | +174,74 %         |
| US-Dollar                  | 0,25                  | 0,55                  | +117,42 %         |
| Zypern-Pfund               | 0,09                  | 0,30                  | +232,92 %         |
| Schwedische Krone          | 1,29                  | 5,92                  | +357,65 %         |
| Australischer Dollar       | 0,22                  | 0,84                  | +275,33 %         |
| Finnische Mark             | 0,81                  | 3,04                  | +277,46 %         |
| Irisches Pfund             | 0,09                  | 0,40                  | +347,99 %         |
| Britisches Pfund           | 0,09                  | 0,44                  | +388,90 %         |
| Spanische Peseta           | 15,06                 | 85,07                 | +464,96 %         |
| Italienische Lira          | 157,30                | 990,00                | +529,44 %         |
| Portugiesischer Escudo     | 7,21                  | 102,50                | +1.321,43 %       |
| Griechische Drachme        | 7,55                  | 174,22                | +2.207,46 %       |
| Türkische Lira (alt)       | 2,30                  | 17.815.904,10         | +786.532.476,26 % |

Bezieht man die Zeit zwischen 1914 und 1950 mit ein, verloren viele spätere Hartwährungen wie die deutsche und die österreichische, aber auch die französische und die japanische ihren Wert total (in Deutschland etwa 1924 und noch einmal 1948), während andere Währungen mit einem stetigen Wertverlust, jedoch ohne galoppierende Inflation konfrontiert waren. So wurden die Kosten des Zweiten Weltkriegs in Frankreich auf einen Schlag in der direkten Nachkriegszeit „weginflationiert“, gefolgt von einer Phase der relativen Währungsstabilität, während in Großbritannien dieser Prozess gestreckt über mehrere Jahrzehnte erhöhter Inflationsraten erfolgte. Auf letzteres können sich Besitzer von Vermögen in der Regel besser einstellen, sodass die Guthaben weniger betroffen sind als bei einer abrupten Entwertung. Als einzige Währung mit einer über 100-jährigen Stabilität sticht der Schweizer Franken heraus, sowie – mit deutlichem Abstand – der US-Dollar (für einen US-Dollar mussten vor dem Ersten Weltkrieg etwa 5,20 Schweizer Franken gezahlt werden, während es 2016 nur noch 1 Franken ist).
Gemessen an den weltweiten Devisenreserven weisen die wichtigsten Reservewährungen folgende Anteile auf (4. Quartal des Jahres):
| Währung | Anteil in % 2002 | Anteil in % 2007 | Anteil in % 2012 | Anteil in % 2019 |
| ------- | ---------------- | ---------------- | ---------------- | ---------------- |
| USD     | 66,5             | 64,1             | 61,2             | 60,9             |
| EUR     | 24,2             | 26,3             | 25,0             | 20,6             |
| JPY     | 4,5              | 2,9              | 4,0              | 5,7              |
| GBP     | 2,9              | 4,7              | 4,0              | 4,6              |
| CHF     | 0,4              | 0,2              | 0,3              | 0,2              |

Der Anteil des US-Dollars an den weltweiten Reservewährungen ist stetig zu Gunsten des Euro gesunken. Dessen Anteil erhöhte sich kontinuierlich, musste lediglich nach der Finanzkrise ab 2007 und nach der Eurokrise ab 2010 Rückschläge hinnehmen. Während dieser Zeit konnten das Pfund und der Yen ihre Anteile erhöhen.